# Australische Männer-Handballnationalmannschaft
Die australische Männer-Handballnationalmannschaft vertritt Australien bei internationalen Turnieren im Herrenhandball.

## Geschichte
Gegründet wurde die Australische Handballföderation (AHF) 1985 vom Einwanderer und ehemaligen jugoslawischen Handballnationalspieler Sasha Dimitric. Die ersten Mannschaften bestanden ebenfalls vor allem aus europäischen Immigranten. Im Jahr 1988 wurde Australien das 100. Mitglied der IHF. Seit 1990 durfte die Auswahl zwar offiziell an Qualifikationsturnieren für Weltmeisterschaften teilnehmen, musste jedoch bis 1999 warten, ehe sie erstmals an einer Weltmeisterschaft teilnehmen konnte. Der einzige (doppelte) Punktgewinn bei einer Endrunde gelang am 25. Januar 2003 mit einem 26:21-Erfolg über Grönland.

## Teilnahme an Meisterschaften

### Handball-Weltmeisterschaft
- WM 1999: 24. Platz (von 24)
- WM 2003: 21. Platz (von 24)
- WM 2005: 24. Platz (von 24)
- WM 2007: 24. Platz (von 24)
- WM 2009: 24. Platz (von 24)
- WM 2011: 24. Platz (von 24)
- WM 2013: 24. Platz (von 24)
- WM 2015: Die Qualifikationsspiele in Ozeanien wurden von der IHF nicht anerkannt.

### Olympische Spiele
- 2000: 12. Platz (von 12)

## Bekannte Nationalspieler
- Darryl McCormack
- Lee Schofield
- Josh Parmenter
- Bevan Calvert
- Nemanja Subotic
- Pascal Winkler
- Richard Ridley
- Ognen Latinovic